# 조경희 (탁구 선수)
조경희(1962년 8월 26일~)는 대한민국의 장애인 탁구 선수로, 2012년 하계 패럴림픽에서 은메달을 획득했다.